# Soldo (moeda)

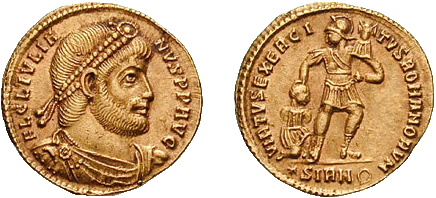
Soldo de Juliano, o Apóstata, c. 361

O soldo ou sólido (em latim: solidus), uma antiga moeda romana de ouro criada por Constantino em 309, circulou longamente no Império Romano, estendendo-se até ao século X no Império Romano do Oriente. Substituiu o áureo como a mais importante moeda de ouro do império.
A denominação soldo já havia sido empregada por Diocleciano, mas era diferente da moeda emitida por Constantino. A moeda era cunhada com uma proporção de 1/72 da libra romana (c. 4,5 gramas). Os soldos eram mais largos e finos que o áureo. Também foram produzidas moedas fracionárias do soldo, chamadas semisse (em latim: semissis meio soldo) e tremisse (em latim: tremissis, um terço do soldo).
As palavras "soldo" ("remuneração por serviços militares") e "soldado" ("homem de guerra") têm sua origem no nome da moeda romana, com a qual os soldados romanos eram pagos. Soldo não tem a característica de contra prestação pelo trabalho prestado, por isso há a possibilidade do "soldo" ser menor do que o salário mínimo.